# Bulbophyllum analamazoatrae
Bulbophyllum analamazoatrae là một loài phong lan thuộc chi Bulbophyllum.